# Puchar Prezydenta Rzeczypospolitej Polskiej (1938)
Puchar Prezydenta Rzeczypospolitej Polskiej w piłce nożnej 1938 – trzecia edycja rozgrywek mających na celu wyłonienie zdobywcy Pucharu Prezydenta Rzeczypospolitej Polskiej, w której zagrało czternaście zespołów będących reprezentacjami okręgów piłkarskich. 
Rozgrywki toczyły się od 22 maja 1938 do 14 27 listopada 1938 roku. W sumie odbyło się trzynaście spotkań, z których cztery zostały rozstrzygnięte po dogrywce. W sumie strzelono sześćdziesiąt dziewięć bramek przez czterdziestu czterech zawodników. Najlepszym strzelcem Pucharu Prezydenta Rzeczypospolitej Polskiej był napastnik reprezentacji Warszawy, Klemens Święcki, zdobywca siedmiu goli. Rozgrywki zostały zainaugurowane od meczów 1/8 finału, z których zostali zwolnieni finaliści poprzedniej edycji: reprezentacja Krakowa i Śląska. Trofeum w sezonie 1938 zdobył Lwów, który w rozegranym na Parku Sportowy im. Edwarda Śmigłego-Rydza finale pokonał 5:1 Kraków. Puchar zwycięzcom wręczył Kazimierz Glabisz.
Miejsce rozegrania finału zostało wybrane poprzez losowanie, w którym udział brał Lwów oraz Kraków. Przed meczem finałowym został odegrany Hymn Polski.

## Mecze[2]

### 1/8 finału
| Gospodarz           | Wynik        | Goście       |
| 22 maja 1938        | 22 maja 1938 | 22 maja 1938 |
| ------------------- | ------------ | ------------ |
| Podlasie            | 0:1          | Wilno        |
| Polesie             | 1:7          | Warszawa     |
| Pomorze             | 4:2 (dogr.)  | Poznań       |
| Lublin              | 3:4 (dogr.)  | Lwów         |
| Wołyń               | 2:3 (dogr.)  | Stanisławów  |
| Zagłębię Dąbrowskie | 3:4          | Łódź         |

### Ćwierćfinały
| Gospodarz     | Wynik         | Goście        |
| 17 lipca 1938 | 17 lipca 1938 | 17 lipca 1938 |
| ------------- | ------------- | ------------- |
| Lwów          | 7:1           | Śląsk         |
| Łódź          | 2:1 (dogr.)   | Pomorze       |
| Stanisławów   | 0:2           | Kraków        |
| Wilno         | 0:3           | Warszawa      |

### Półfinały
| Gospodarz       | Wynik           | Goście          |
| 7 sierpnia 1938 | 7 sierpnia 1938 | 7 sierpnia 1938 |
| --------------- | --------------- | --------------- |
| Lwów            | 3:2             | Łódź            |
| Warszawa        | 3:5             | Kraków          |

### Finał
| 27 listopada 1938 12:00 | Lwów · Edmund Majowski 26', 62', 87' · Ludwik Walicki 70', 85' | 5:1(1:1) | Kraków · Józef Pazurek 28' | Park Sportowy im. Edwarda Śmigłego-Rydza Widzów: 5000 Sędzia: Roman Fass (Warszawa) |
|                         |                                                                |          |                            |                                                                                     |

|                    |  |                    |
|                    |  |                    |
| BR                 |  | Jan Zub            |
| OB                 |  | Władysław Lemiszko |
| OB                 |  | Wacław Jeżewski    |
| PO                 |  | Kazimierz Olbert   |
| PO                 |  | Stanisław Szmyd    |
| PO                 |  | Stefan Sumara      |
| NA                 |  | Edmund Majowski    |
| NA                 |  | Roman Żurkowski    |
| NA                 |  | Ludwik Walicki     |
| NA                 |  | Michał Matyas      |
| NA                 |  | Adam Niemiec       |
| Kapitan związkowy: |  |                    |
| Wacław Kuchar      |  |                    |

|                    |  |                    |  |     |
|                    |  |                    |  |     |
| BR                 |  | Edward Madejski    |  | 24' |
| OB                 |  | Jan Roman Pająk    |  |     |
| OB                 |  | Władysław Szumilas |  |     |
| PO                 |  | Wilhelm Góra       |  |     |
| PO                 |  | Roman Grünberg     |  |     |
| PO                 |  | Józef Kotlarczyk   |  |     |
| NA                 |  | Bolesław Habowski  |  |     |
| NA                 |  | Bronisław Młynarek |  |     |
| NA                 |  | WMieczysław Gracz  |  |     |
| NA                 |  | Józef Pazurek      |  |     |
| NA                 |  | Józef Zembaczyński |  |     |
| Zmiany:            |  |                    |  |     |
| BR                 |  | Andrzej Radwański  |  | 24' |
| Kapitan związkowy: |  |                    |  |     |
| Czesław Delektra   |  |                    |  |     |

## Strzelcy
| Zawodnik                | Klub                | Liczba bramek |
| ----------------------- | ------------------- | ------------- |
| Klemens Święcki         | Warszawa            | 7             |
| Edmund Majowski         | Lwów                | 5             |
| Ludwik Walicki          | Lwów                | 3             |
| Roman Żurkowski         | Lwów                | 3             |
| Aleksander Skoceń       | Lwów                | 3             |
| Alojzy Wierzelewski     | Pomorze             | 2             |
| Bomba                   | Lublin              | 2             |
| Zdzisław Hoffman        | Lwów                | 2             |
| Józef Zasławski         | Stanisławów         | 2             |
| Bolesław Królasik       | Łódź                | 2             |
| Adam Niemiec            | Lwów                | 2             |
| Zdzisław Skalski        | Kraków              | 2             |
| Józef Zembaczyński      | Kraków              | 2             |
| Józef Korbas            | Kraków              | 2             |
| Józef Przybyłowicz      | Poznań              | 2             |
| Stanisław Pilszek       | Wilno               | 1             |
| Leon Hanin              | Lwów                | 1             |
| Adam Knioła             | Warszawa            | 1             |
| Zygmunt Gwoździński     | Warszawa            | 1             |
| Przybyłowicz            | Warszawa            | 1             |
| Wesołowski              | Warszawa            | 1             |
| Józef Ziółkowski        | Pomorze             | 1             |
| Augustyn Dziwisz        | Pomorze             | 1             |
| Bojarski                | Lublin              | 1             |
| Jakub Smug              | Lwów                | 1             |
| Fazan                   | Wołyń               | 1             |
| Paweł Zagór             | Wołyń               | 1             |
| Karol Nowak             | Stanisławów         | 1             |
| Władysław Słota         | Zagłębie Dąbrowskie | 1             |
| Dyrda                   | Zagłębie Dąbrowskie | 1             |
| Pasierbiński            | Zagłębie Dąbrowskie | 1             |
| Stanisław Lubczyński    | Łódź                | 1             |
| Eugeniusz Świętosławski | Łódź                | 1             |
| Czesław Kudelski        | Łódź                | 1             |
| Teodor Peterek          | Śląsk               | 1             |
| Stanisław Goszczko      | Łódź                | 1             |
| Antoni Lewandowski      | Łódź                | 1             |
| Konrad Kamiński         | Pomorze             | 1             |
| Stanisław Baran         | Warszawa            | 1             |
| Henryk Koczewski        | Łódź                | 1             |
| Józef Smoczek           | Warszawa            | 1             |
| Mieczysław Gracz        | Kraków              | 1             |
| Józef Pazurek           | Kraków              | 1             |